# Larry Young (atleta)
Lawrence Dean "Larry" Young (Independence, 10 de febrero de 1943) es un atleta estadounidense especialista en marcha atlética.
Su primera cita olímpica fue en los Juegos Olímpicos de México de 1968, donde participó en los 50 kilómetros marcha, consiguiendo el bronce al terminar en segunda posición.
En 1972 acudió de nuevo a unos juegos olímpicos, concretamente a los Juegos Olímpicos de Múnich donde, en los 50 kilómetros marcha, terminó en tercer puesto consiguiendo de esta manera su segunda medalla olímpica. En esta ocasión también participó en la distancia de 20 kilómetros, ocupando al terminar la décima posición.
Además de estos éxitos olímpicos, Young ganó el oro en los 50 km en los Juegos Panamericanos de 1967 y 1971 y el bronce en los 20 km en 1975.
Tras su retirada del atletismo, Young se dedicó a la escultura en metal.
Sus mejores registros son en 20 km, 1h:30:10 (1974) y en 50 km 4h:00:46 (1971).